# Erik Lundin
Erik Lundin foi um jogador de xadrez da Suécia com participação nas Olimpíadas de xadrez de 1930 a 1939, 1952, 1954 e 1960. Lundin conquistou a medalha de ouro por participação individual em 1933 e de bronze em 1939. Por equipes, conquistou a medalha de prata em 1935 e de bronze em 1933.